# 阿克斯布里奇站
阿克斯布里奇站（英語：Uxbridge tube station，/ˈʌksbrɪdʒ/）位於英國倫敦希靈登區阿克斯布里奇一帶，為大都會線和皮卡迪利線阿克斯布里奇支線共同的終點站。位於倫敦第6收費區。

## 歷史
1904年7月4日，大都會鐵路（MR）啟用了位於貝蒙特路上，位於現址北方不遠處的舊站。最初來自倫敦中央的均為蒸氣火車，於次年改用電聯車。1910年3月1日，區域線自南哈羅站的延伸線通到此站，在雷納斯巷站與大都會線連接，使得區域線列車得以往來兩地，位於貝蒙特路的舊站有兩座月台，兩線各擁有一座。1933年10月23日，皮卡迪利線取代了原先區域線至阿克斯布里奇的列車服務。1938年12月4日，阿克斯布里奇站遷移至現址，並採用以紅磚建成的新外牆，入口兩側以鋼板彈簧製輪的雕塑裝飾，並有一座橫跨於軌道之上，布滿天窗的混凝土製拱形遮雨棚（皮卡迪利線的另一端終點站卡克福斯特站亦有類似的設計）。站前廣場的聯外道路亦設計成環狀以便於無軌電車停靠。

## 圖片

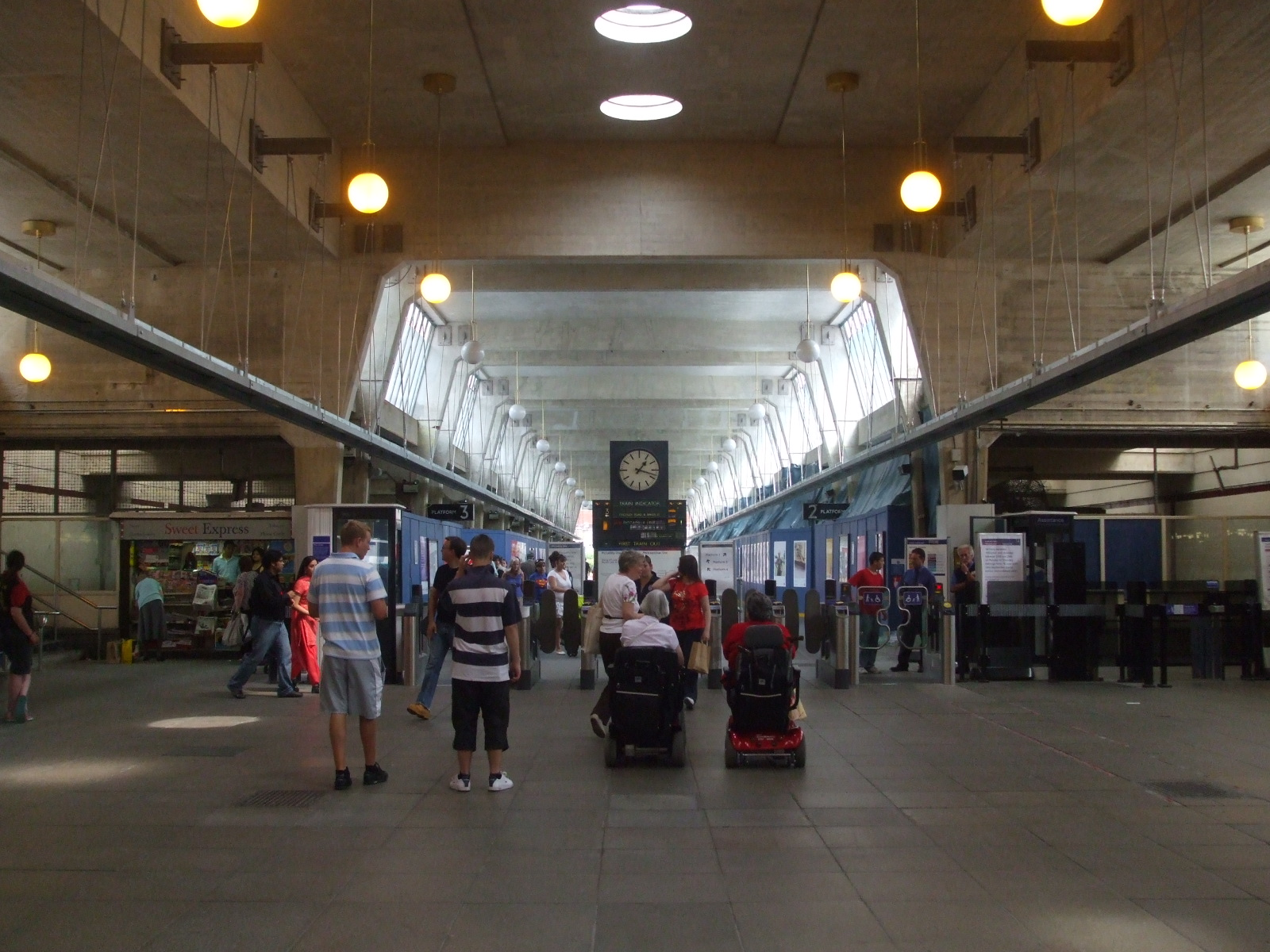
售票大廳（往月台）
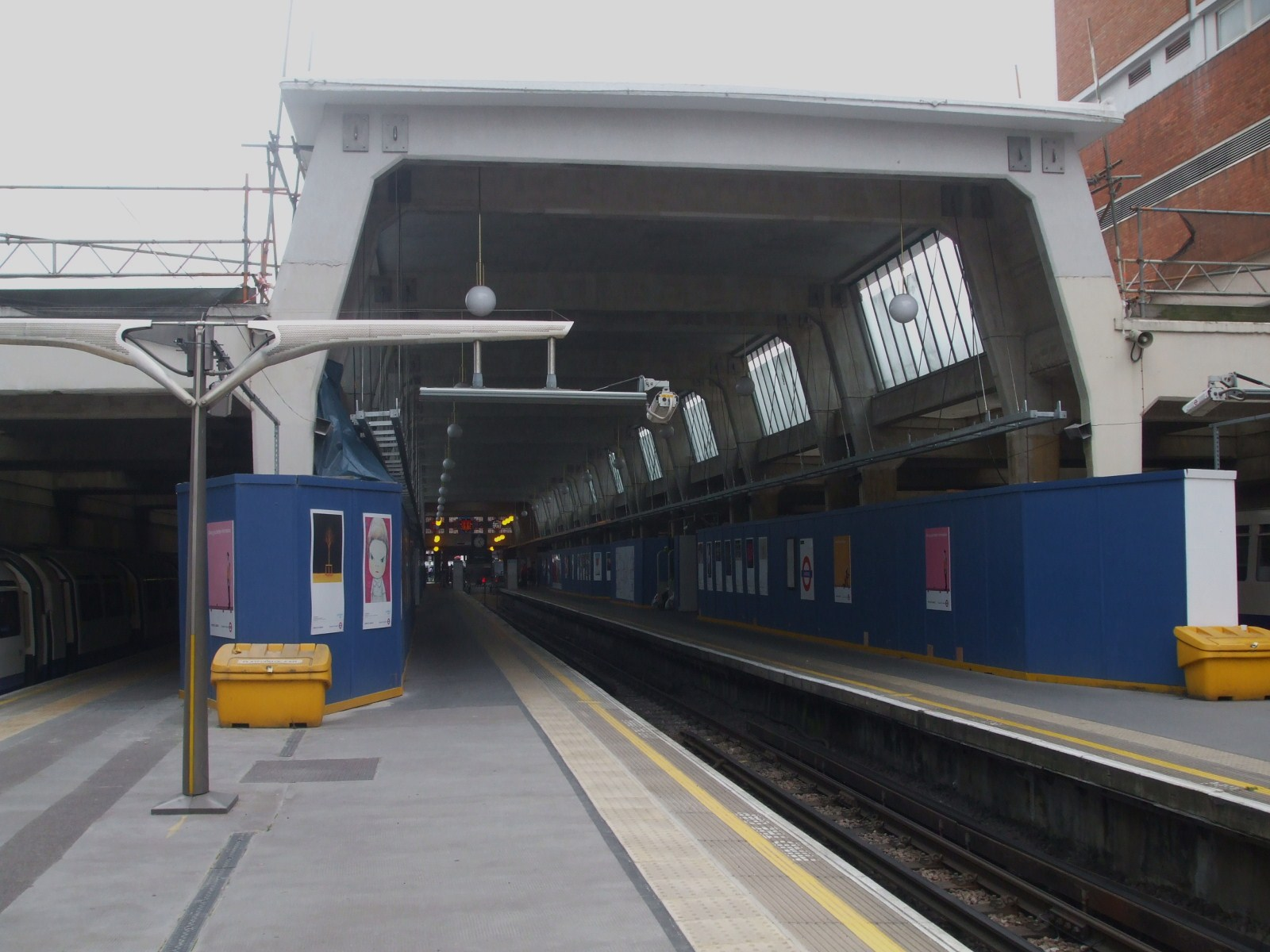
向西看2號月台
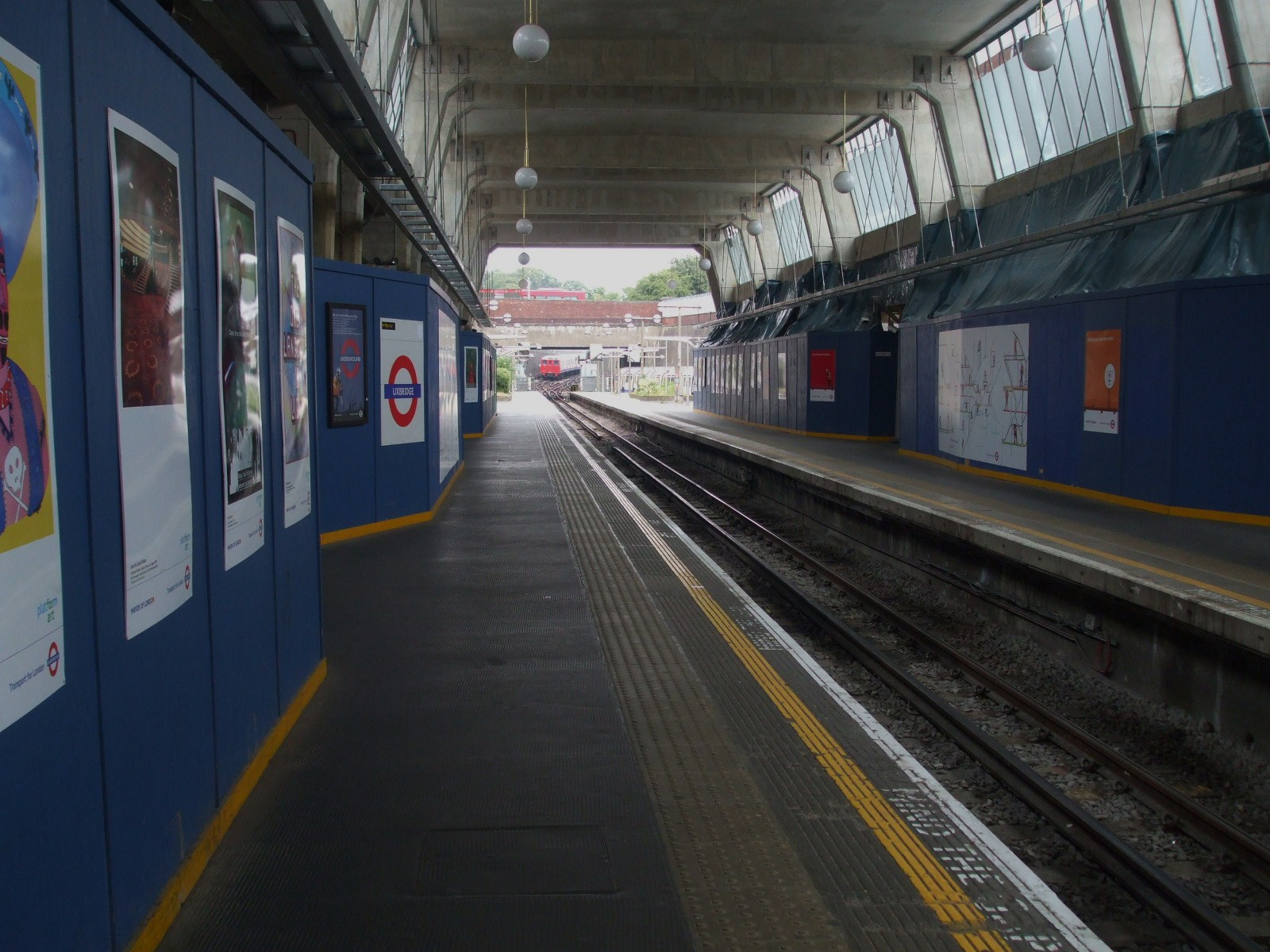
向東看3號月台
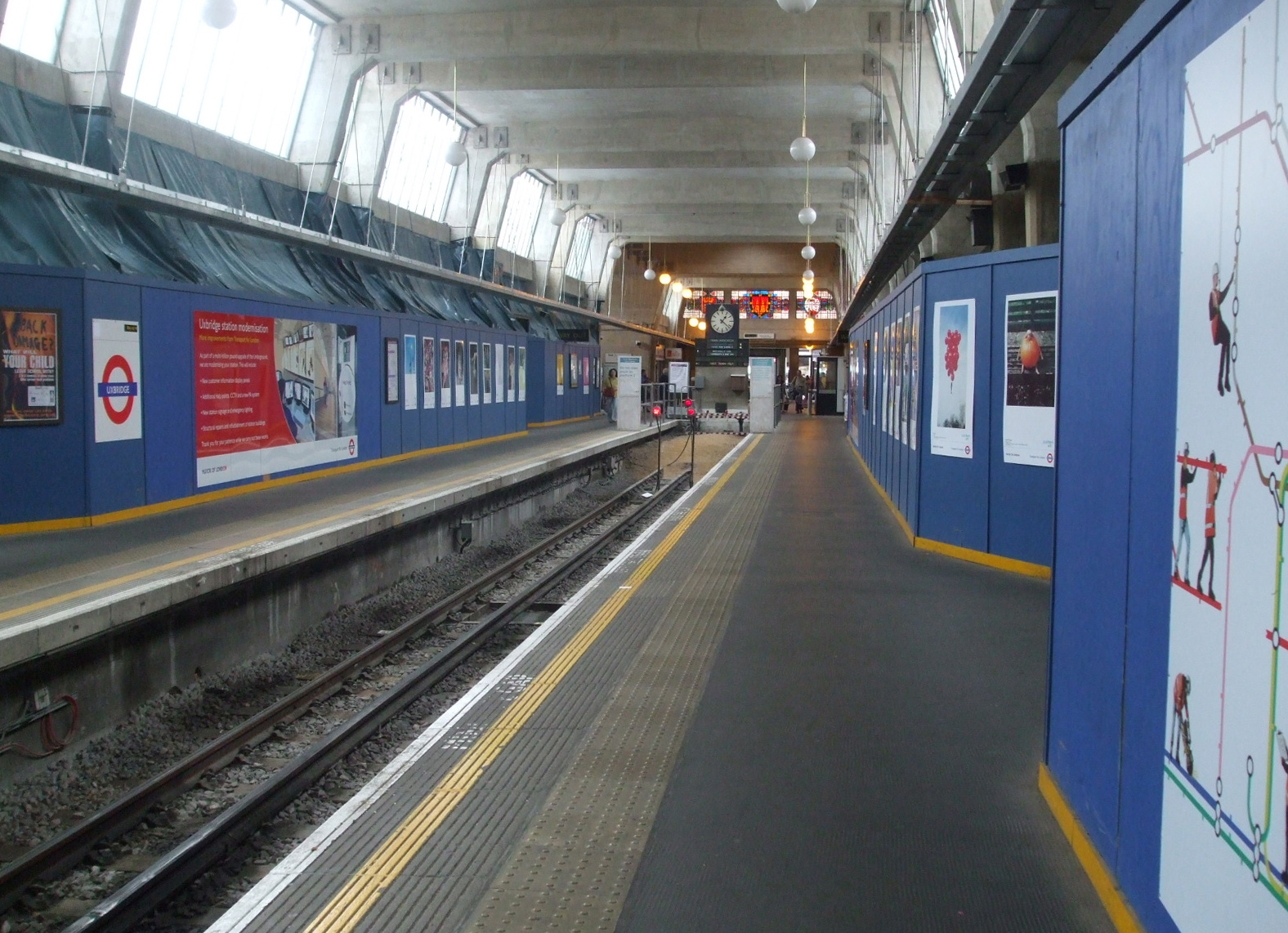
月台西端終點
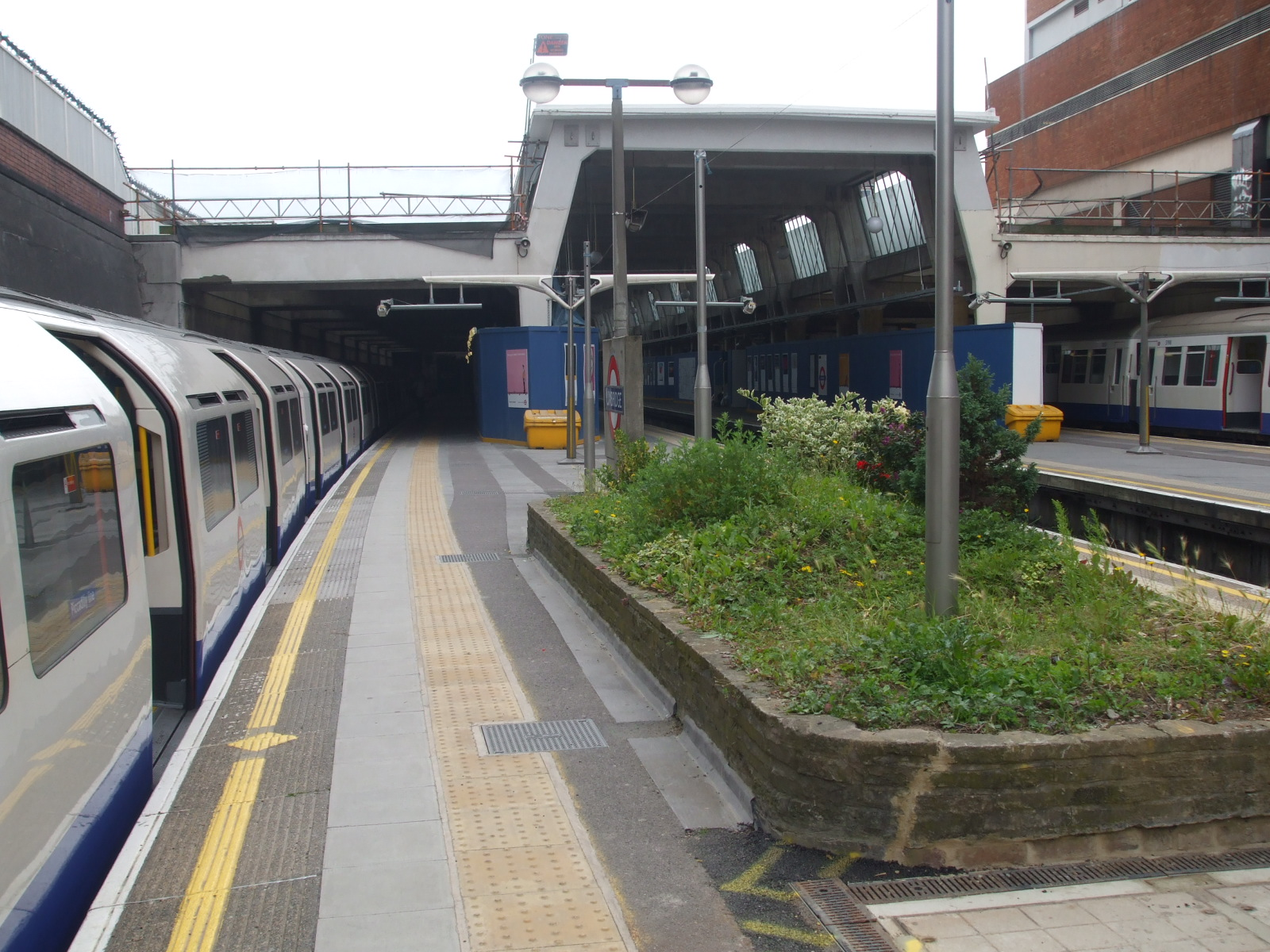
向西看1號月台
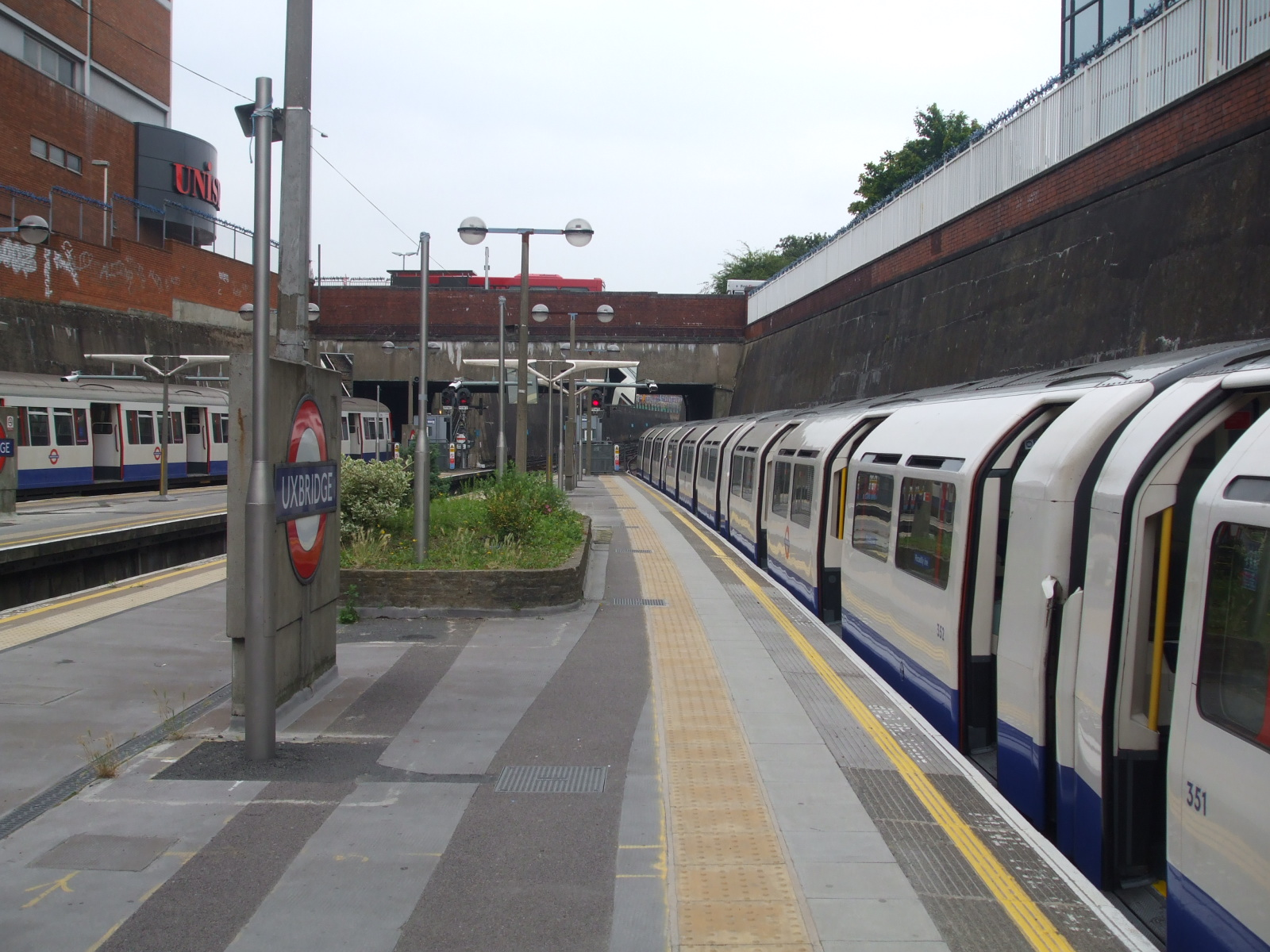
向東看1號月台（右）及2號月台（左）
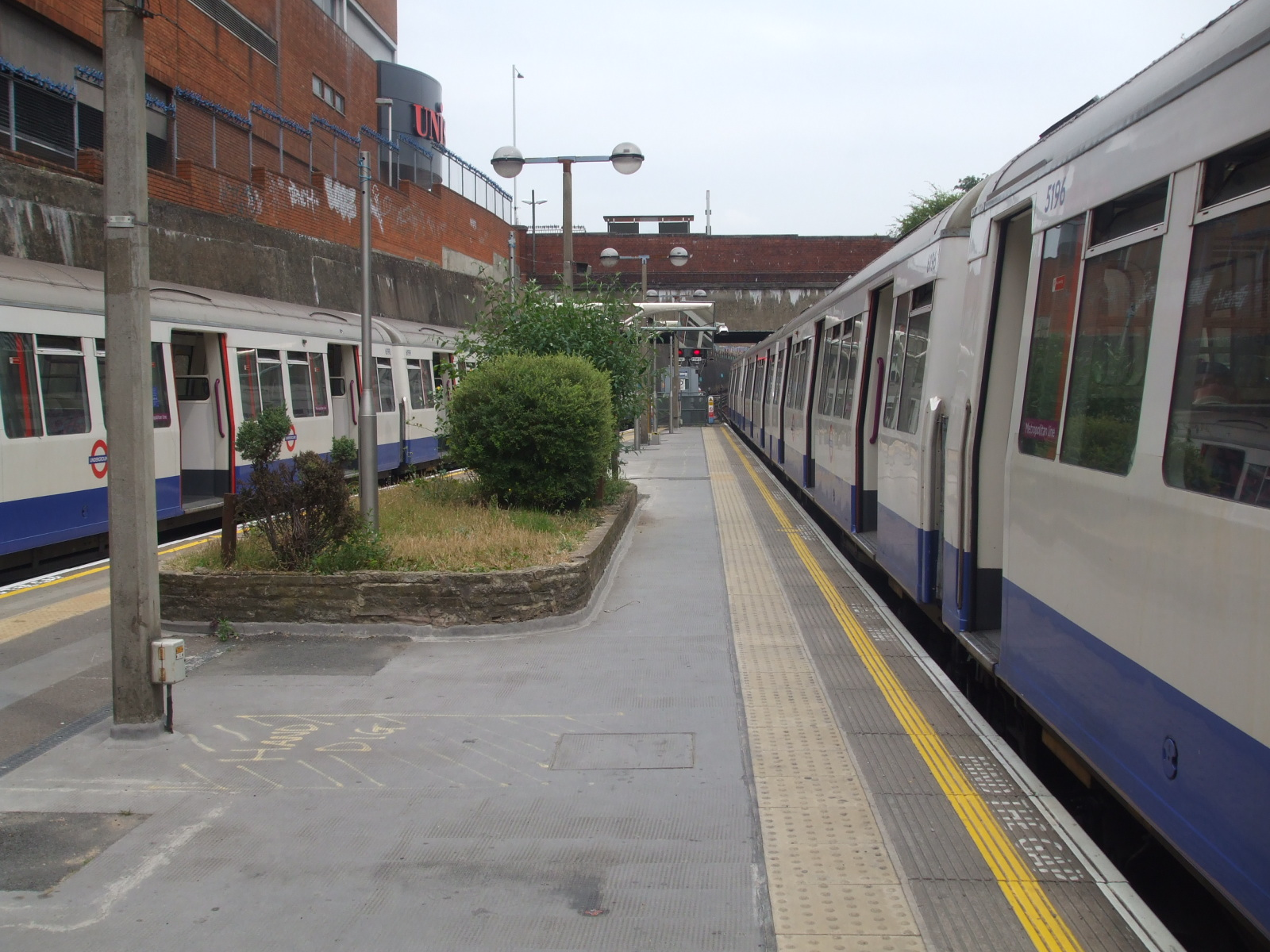
向東看3號月台（右）及4號月台（左）
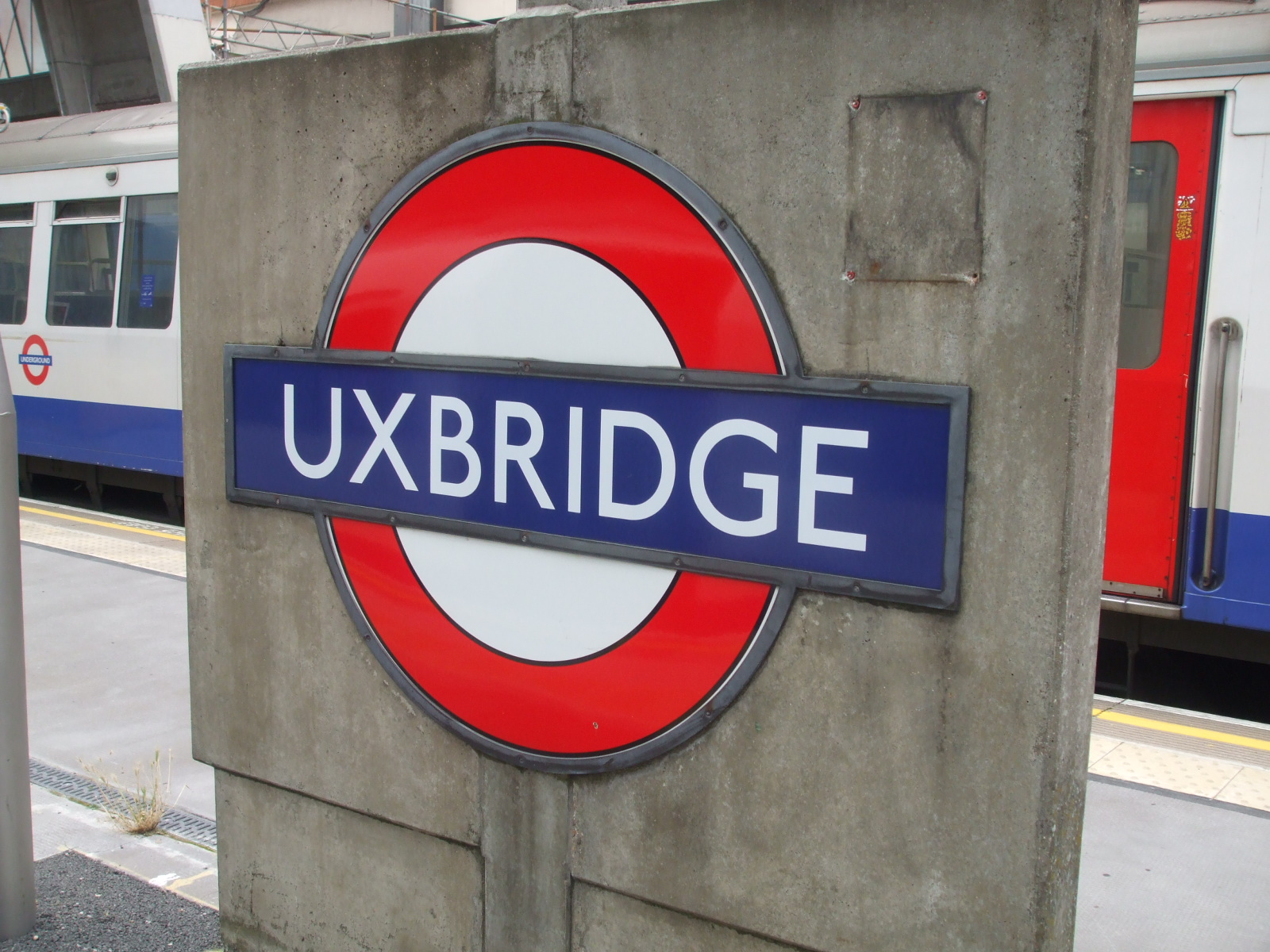
1號月台上的地鐵標誌